# Dicranomyia submorio
Dicranomyia submorio är en tvåvingeart som beskrevs av Alexander 1920. Dicranomyia submorio ingår i släktet Dicranomyia och familjen småharkrankar. Inga underarter finns listade i Catalogue of Life.